# Церковь Косьмы и Дамиана (Королёв)
Церковь Косьмы и Дамиана — приходской православный храм в городе Королёве Московской области. Входит в состав Королёвского благочиния Сергиево-Посадской епархии Русской православной церкви. Памятник архитектуры XVIII века.
Главный престол храма освящён в честь святых-бессребреников и чудотворцев, братьев Косьмы и Дамиана.
Настоятель храма (по состоянию на май 2024 года) — протоиерей Виктор Нестеров.
При храме находится небольшое кладбище с могилами священнослужителей храма, князя П. И. Одоевского, болшевского врача М. М. Борисова и учительницы Л. И. Фалютинской. Часть могил без надписей.

## История храма
Дата постройки храма неизвестна; первое упоминание о Болшевской Космодамианской церкви относится к 1585 году: «…на реке Клязьме церковь Козма и Дамьян древян, Клецки». В 1680 году боярин князь Юрий Одоевский начал строительство новой церкви на месте обветшавшей — «на новом месте во имя же Козьмы и Дамиана, от старого кладбища с четверть версты». Новый деревянный храм был освящён спустя два года.
В 1786 году попечительством князя Петра Одоевского началось возведение нового кирпичного Космодамианского храма, который и сохранился до настоящего времени. Здание было построено рядом с деревянным, позже разобранным. Колокольня храма имеет черты стиля русского барокко. В 1800 году князь Пётр Одоевский рядом с летним Космодамианским храмом построил зимнюю (тёплую) церковь в честь Преображения Господня.
В 1878 году старостой церкви стал Сергей Алексеев — отец режиссёра Константина Станиславского; к храму с 1849 года была приписана церковь Покрова Богородицы в сельце Любимовке, принадлежавшем Алексеевым.
В начале 1887 года в церковной метрике отмечалось, что на колокольне храма имеется пять колоколов; там же говорилось о наличии в храме мраморных досок с надписями о погребении князя Петра Одоевского и дочери его Дарьи, в замужестве графини Кенсона.
В 1898 году на пожертвования прихожан и местных фабрикантов благодаря настоятелю храма отцу Николаю Георгиевскому и церковному старосте С. П. Киричко к храму по проекту архитектора Бориса Шнауберта был пристроен южный придел во имя Казанской иконы Божией Матери; 9 июля 1900 года состоялось освящение вновь сооружённого придела.
В храме почиталась икона, написанная в память чудесного спасения императора Александра III и его семьи во время железнодорожной катастрофы. На иконе, местонахождение которой ныне неизвестно, были изображены лики святых покровителей августейшей семьи, а также тех святых, которые празднуются 17 октября. Икона была написана Сергеем Грибковым и поставлена в отдельном богато вызолоченном иконостасе, с неугасимой серебряной лампадой перед ней.
В 1929 году оба храма, Космодамиановский и Преображенский, богоборческой властью были закрыты. Однако вскоре разграбленная церковь Косьмы и Дамиана была возвращена приходу и богослужения в храме не прекращались, несмотря на многочисленные попытки безбожников добиться его закрытия. С 1932 года по день ареста в 1938 году настоятелем храма служил священник Александр Русинов (в 1938 году расстрелянный на Бутовском полигоне, в 2002 году канонизированный Архиерейским собором Русской православной церкви в лике священномученика).
В 1936 году в храме служили, кроме Русинова, протодиакон Николай Тахтуев и диакон Сергей. Старостой была Лидия Мартыновна Евстафьева. Городские власти решили в одном из церковных помещений устроить водокачку. На колокольне храма было решено установить водонапорный бак. Евстафьева на приёме у Михаила Калинина добилась отмены этого решения.

## Современное состояние
В настоящее время храм отреставрирован. В храме находятся частицы мощей святых Римских бессребреников Косьмы и Дамиана и икона святых. Космодамианский храм теперь посвящён святым бессребреникам и чудотворцам Косьме и Дамиану, пострадавшим в Риме, что видно из мраморной мемориальной доски, устроенной на его фасаде. Когда и как произошло его переименование из храма святых бессребреников и чудотворцев Косьмы и Дамиана Асийских, неизвестно.
В храме находятся чтимые иконы святых бессребреников и чудотворцев Косьмы и Дамиана Асийских, преподобномучениц Варвары и Елисаветы с частицами их мощей.

### Комментарии
1. ↑  Старое кладбище было обнаружено в 1926 году, при реконструкции дороги, ведущей от фабрики Ф. Рабенека к станции Болшево. Находилось оно на месте нынешней Станционной улицы, около Преображенского храма.
2. ↑  Преображенский храм по распоряжению властей был обезглавлен и приспособлен под жилой дом, позже в его здании разместилась администрация посёлка Болшево. В 2001 году первый этаж здания Преображенского храма был отдан для размещения в нём воскресной школы.